# Persone di nome Igor
| Questa pagina contiene informazioni ricavate automaticamente dalle voci biografiche con l'ausilio del template Bio e di un bot. L'aggiornamento è periodico e automatico e ricostruisce completamente la pagina. Se manca una persona in questa lista, sei pregato di non aggiungerla, ma accertati piuttosto che la sua voce biografica contenga il template Bio e che i dati anagrafici siano correttamente compilati. Se il template Bio manca, inseriscilo tu stesso o, in alternativa, metti l'avviso {{tmp\|Bio}} che ne segnala la mancanza. Se i dati riportati sono sbagliati, correggi direttamente la voce biografica; le modifiche saranno visibili in questa lista entro pochi giorni. Per chiarimenti vedi il progetto antroponimi. La lista contiene solo le 220 persone che sono citate nell'enciclopedia e per le quali è stato implementato correttamente il template Bio. Pagina aggiornata al 16 ott 2024. |

Questa è una lista di persone presenti nell'enciclopedia che hanno il prenome Igor, suddivise per attività principale.

## Allenatori di calcio(14)
- Igor Angelovski, allenatore di calcio e ex calciatore macedone (Skopje, n. 1976)
- Igor Benedejčič, allenatore di calcio e ex calciatore sloveno (Capodistria, n. 1969)
- Igor Bišćan, allenatore di calcio e ex calciatore croato (Zagabria, n. 1978)
- Igor Bubnjić, allenatore di calcio e ex calciatore croato (Spalato, n. 1992)
- Igor Cvitanović, allenatore di calcio e ex calciatore croato (Osijek, n. 1970)
- Igor de Camargo, allenatore di calcio e ex calciatore brasiliano (Porto Feliz, n. 1983)
- Igor Demo, allenatore di calcio e ex calciatore slovacco (Nitra, n. 1975)
- Igor Jovićević, allenatore di calcio e ex calciatore croato (Zagabria, n. 1973)
- Igor Krulj, allenatore di calcio e ex calciatore svedese (Osijek, n. 1988)
- Igor Pamić, allenatore di calcio e ex calciatore croato (Gimino, n. 1969)
- Igor Picușceac, allenatore di calcio e ex calciatore moldavo (Tiraspol, n. 1983)
- Igor Štimac, allenatore di calcio, procuratore sportivo e ex calciatore croato (Metković, n. 1967)
- Igor Taševski, allenatore di calcio e ex calciatore serbo (Belgrado, n. 1972)
- Igor Tudor, allenatore di calcio e ex calciatore croato (Spalato, n. 1978)

## Allenatori di ginnastica(1)
- Igor Cassina, allenatore di ginnastica e ex ginnasta italiano (Seregno, n. 1977)

## Allenatori di pallacanestro(3)
- Igor Jovović, allenatore di pallacanestro montenegrino (Podgorica, n. 1982)
- Igor Kokoškov, allenatore di pallacanestro serbo (Belgrado, n. 1971)
- Igor Miličić, allenatore di pallacanestro e ex cestista croato (Slavonski Brod, n. 1976)

## Allenatori di pallamano(1)
- Igor Vori, allenatore di pallamano, dirigente sportivo e ex pallamanista croato (Zagabria, n. 1980)

## Allenatori di pallavolo(1)
- Igor Kolaković, allenatore di pallavolo e ex pallavolista montenegrino (Titograd, n. 1965)

## Allenatori di tennis(1)
- Igor' Andreev, allenatore di tennis e ex tennista russo (Mosca, n. 1983)

## Arbitri di calcio(1)
- Igor Pajač, arbitro di calcio croato (Zagabria, n. 1985)

## Astisti(2)
- Igor Bychkov, astista spagnolo (Donec'k, n. 1987)
- Igor Potapovič, ex astista kazako (Almaty, n. 1967)

## Attori(2)
- Igor Galo, attore serbo (Ćuprija, n. 1948)
- Igor Van Dessel, attore e doppiatore belga (Braine-l'Alleud, n. 2003)

## Banchieri(1)
- Igor' Kogan, banchiere russo (Chardzhou, n. 1969)

## Batteristi(1)
- Igor Cavalera, batterista brasiliano (Belo Horizonte, n. 1970)

## Canottieri(1)
- Igor Boraska, canottiere e bobbista croato (Spalato, n. 1970)

## Cantanti(2)
- Igor Cukrov, cantante croato (Sebenico, n. 1984)
- Nucci, cantante, rapper e produttore discografico serbo (Belgrado, n. 1996)

## Cestisti(13)
- Igor Drobnjak, cestista montenegrino (Podgorica, n. 2000)
- Igor Jelnikar, cestista jugoslavo (n. 1937 - † 2024)
- Igor Marić, cestista croato (Banja Luka, n. 1985)
- Igor Mihajlovski, ex cestista e allenatore di pallacanestro macedone (Kumanovo, n. 1973)
- Igor Milošević, ex cestista serbo (Belgrado, n. 1986)
- Igor Nesterenko, cestista ucraino (Kilija, n. 1990)
- Igor Oleszkiewicz, ex cestista polacco (Baranavičy, n. 1942)
- Igor Penov, cestista macedone (Skopje, n. 1984)
- Igor Perović, ex cestista e allenatore di pallacanestro serbo (n. 1974)
- Igor Rakočević, ex cestista serbo (Belgrado, n. 1978)
- Igor Tratnik, cestista sloveno (Lubiana, n. 1989)
- Igor Vraniak, ex cestista cecoslovacco (Poprad, n. 1959)
- Igor Wadowski, cestista polacco (Ryki, n. 1996)

## Chitarristi(2)
- Igor Gianola, chitarrista svizzero (n. 1970)
- Igor Presnyacov, chitarrista russo (Mosca, n. 1960)

## Ciclisti su strada(5)
- Igor Antón, ex ciclista su strada spagnolo (Galdakao, n. 1983)
- Igor Arrieta, ciclista su strada e ciclocrossista spagnolo (Uharte Arakil, n. 2002)
- Igor Astarloa, ex ciclista su strada spagnolo (San Sebastián, n. 1976)
- Igor Flores, ex ciclista su strada spagnolo (Urdiain, n. 1973)
- Igor Pugaci, ex ciclista su strada moldavo (Dubăsari, n. 1975)

## Compositori(1)
- Igor Markevitch, compositore e direttore d'orchestra ucraino (Kiev, n. 1912 - Antibes, † 1983)

## Danzatori(1)
- Igor Youskevitch, ballerino e coreografo ucraino (Pyriatyn, n. 1912 - New York, † 1994)

## Dirigenti sportivi(3)
- Igor Budan, dirigente sportivo, allenatore di calcio e ex calciatore croato (Fiume, n. 1980)
- Igor González de Galdeano, dirigente sportivo e ex ciclista su strada spagnolo (Vitoria, n. 1973)
- Igor Protti, dirigente sportivo e ex calciatore italiano (Rimini, n. 1967)

## Discoboli(1)
- Igor Primc, ex discobolo sloveno (Novo mesto, n. 1966)

## Fumettisti(1)
- Igort, fumettista e sceneggiatore italiano (Cagliari, n. 1958)

## Funzionari(1)
- Igor Gouzenko, funzionario sovietico (Dmitrov, n. 1919 - Mississauga, † 1982)

## Generali(1)
- Igor Dmitrievič Sergeev, generale russo (Lysyčans'k, n. 1938 - Mosca, † 2006)

## Giavellottisti(1)
- Igor Janik, giavellottista polacco (Gdynia, n. 1983)

## Giocatori di calcio a 5(2)
- Igor Bratič, giocatore di calcio a 5 sloveno (Lubiana, n. 1988)
- Igor Osredkar, giocatore di calcio a 5 sloveno (Trbovlje, n. 1986)

## Giocatori di snooker(1)
- Igor Figueiredo, giocatore di snooker brasiliano (Rio de Janeiro, n. 1977)

## Giornalisti(3)
- Igor Kirillov, giornalista russo (Mosca, n. 1932 - Mosca, † 2021)
- Igor Man, giornalista italiano (Catania, n. 1922 - Roma, † 2009)
- Igor Righetti, giornalista, conduttore televisivo e conduttore radiofonico italiano (Grosseto, n. 1969)

## Hockeisti su ghiaccio(2)
- Igor Liba, ex hockeista su ghiaccio slovacco (Prešov, n. 1960)
- Igor Loro, hockeista su ghiaccio italiano (Bolzano, n. 1976 - Aymavilles, † 1997)

## Imprenditori(1)
- Igor Campedelli, imprenditore italiano (Cesena, n. 1974)

## Informatici(1)
- Igor Pavlov, programmatore russo

## Ingegneri(1)
- Igor Sikorsky, ingegnere, pioniere dell'aviazione e imprenditore russo (Kiev, n. 1889 - Easton, † 1972)

## Inventori(1)
- Igor Bensen, inventore, progettista e aviatore russo (Rostov sul Don, n. 1917 - † 2000)

## Kickboxer(1)
- Igor Jurković, kickboxer, thaiboxer e artista marziale misto croato (Parenzo, n. 1985)

## Linguisti(1)
- Igor Mel'čuk, linguista russo (Odessa, n. 1932)

## Medievisti(1)
- Igor Santos Salazar, medievista spagnolo (Barakaldo, n. 1978)

## Ostacolisti(1)
- Igor Kováč, ex ostacolista slovacco (Krompachy, n. 1969)

## Pallamanisti(1)
- Igor Karačić, pallamanista croato (Mostar, n. 1988)

## Pallanuotisti(3)
- Igor Gočanin, ex pallanuotista jugoslavo (Castelnuovo, n. 1966)
- Igor Hinić, pallanuotista croato (Fiume, n. 1975)
- Igor Milanović, ex pallanuotista e allenatore di pallanuoto serbo (Belgrado, n. 1965)

## Pallavolisti(2)
- Igor Omrčen, ex pallavolista croato (Spalato, n. 1980)
- Igor Vušurović, pallavolista montenegrino (Berane, n. 1974)

## Pianisti(1)
- Igor Levit, pianista russo (Nižnij Novgorod, n. 1987)

## Piloti automobilistici(1)
- Igor Fraga, pilota automobilistico brasiliano (Kanazawa, n. 1998)

## Piloti motociclistici(1)
- Igor Jerman, pilota motociclistico sloveno (Lubiana, n. 1975)

## Pistard(1)
- Igor Sláma, ex pistard ceco (Brno, n. 1959)

## Poeti(1)
- Igor Sergei Klinki, poeta e scrittore ucraino (Kiev, n. 1959)

## Politici(9)
- Igor Boni, politico e attivista italiano (Torino, n. 1968)
- Igor Crnadak, politico bosniaco (Zara, n. 1972)
- Igor Dodon, politico moldavo (Sadova, n. 1975)
- Igor Grosu, politico moldavo (Andrușul de Sus, n. 1972)
- Igor Iezzi, politico italiano (Milano, n. 1975)
- Igor Lukšić, politico montenegrino (Antivari, n. 1976)
- Igor Matovič, politico slovacco (Trnava, n. 1973)
- Igor Radojičić, politico bosniaco (Banja Luka, n. 1966)
- Igor Çudinov, politico kirghiso (Biškek, n. 1961)

## Rapper(1)
- Young Igi, rapper polacco (n. 1999)

## Registi(1)
- Igor Skofic, regista italiano (Roma, n. 1949)

## Saltatori con gli sci(1)
- Igor Medved, ex saltatore con gli sci sloveno (n. 1981)

## Scacchisti(2)
- Igor Efimov, scacchista georgiano (Tbilisi, n. 1960)
- Igor Miladinović, scacchista serbo (n. 1974)

## Schermidori(1)
- Igor Gantsevich, schermidore canadese (n. 1988)

## Scrittori(1)
- Igor Sibaldi, scrittore, slavista e drammaturgo italiano (Milano, n. 1957)

## Scultori(1)
- Igor Mitoraj, scultore e pittore polacco (Oederan, n. 1944 - Parigi, † 2014)

## Sociologi(1)
- Igor Škamperle, sociologo, critico letterario e alpinista sloveno (Trieste, n. 1962)

## Sollevatori(2)
- Igor Grabucea, sollevatore moldavo (n. 1976)
- Igor Son, sollevatore kazako (n. 1998)

## Storici(1)
- Igor Lukes, storico ceco (Praga, n. 1950)

## Tennisti(2)
- Igor Sijsling, tennista olandese (Amsterdam, n. 1987)
- Igor Zelenay, tennista slovacco (Trenčín, n. 1982)

## Velisti(1)
- Igor Marenić, velista croato (Mali Lošinj, n. 1986)

## Violinisti(1)
- Igor Gruppman, violinista e direttore d'orchestra ucraino (Kiev, n. 1956)

## Senza attività specificata(1)
- Igor Warabida, ex pentatleta polacco (Varsavia, n. 1975)